# Vidösternsimmet
Vidösternsimmet är en årlig simtävling i öppet vatten i Värnamo, Sverige.
Vidösternsimmet går av stapeln i augusti och är en årlig långdistanssimning i öppet vatten med start i Värnamo kommun och mål i Ljungby kommun. Arrangemanget genomfördes första gången 2011. Deltagarna i den klassiska utmaningen +21km simmar en sträcka på minst 21 500 meter, från  sjön Vidösterns norra ände till Sundet i Vittaryd i sjöns södra ände. Vidösternsimmet marknadsförs som Sveriges längsta simtävling i öppet vatten. Sedan starten har evenemanget vuxit både i antalet deltagare samt i antal distanser och klasser. Vidösternsimmet lockar simmare, inte bara från Sverige utan från många andra länder. De drygt hundra deltagarna år 2022 representerade 19 nationer. De flesta simmare är svenskar, danskar eller engelsmän.

## Historik
Första gången Vidösternsimmet omnämns i media är i en artikel i Värnamo Nyheter 2011 där Adam Svensson intervjuas.
I ett försök att nå ut till fler intresserade skapades en Facebook-sida. Via denna får simmare från övriga Sverige nys om det kommande eventet. Några lokala simmarprofiler från Värnamo meddelar också att de ska delta. 
Premiäråret 2011 genomfördes arrangemanget som ett så kallat social swim, med målet att alla de sex startande deltagarna skulle nå målet och att man skulle försöka hålla ihop gruppen med simmare hela vägen. 
Redan nästkommande år, 2012, adderades den så kallade sprintdistansen över +5km (numera +6km) samtidigt som ett kort lopp, LiLLa Vidösternsimmet, för nybörjare inom simning i öppet vatten lades till. 
År 2018 skapades en tävlingskategori för simmare utan våtdräkt i den klassiska +21km-utmaningen för att göra evenemanget mer attraktivt för potentiella kanalsimmare.
Under år 2021 introducerade utmaningen ”Vidösternsimmet +42km Viking” för att ge deltagare med riktiga långsimmarambitioner chansen att simma ett helt marathon. +42km-loppet startar i Sundet, Vittaryd med en 21km lång nattsimning norrut till startplatsen för den klassiska +21km-simningen. Efter en kortare paus på land, går man sedan ner i vattnet igen kl. 07.00 och simmar ytterligare 21km med gemensam start som det klassiska Vidösternsimmet +21km. 